# Fluoruro di piombo
fluoruro di piombo è il sale di piombo(II) dell'acido fluoridrico, di formula PbF2.
A temperatura ambiente si presenta come un solido biancastro inodore. È un composto tossico per la riproduzione, nocivo, pericoloso per l'ambiente.